# Eerste klasse B (voetbal België)
Challenger Pro League, ook wel Eerste klasse B genoemd, is het tweede niveau in het Belgisch betaald voetbal. Deze reeks bestaat uit zestien teams. De sponsornaam van de competitie was van 2016/17 tot 2020/21 Proximus League, naar toenmalig hoofdsponsor Proximus. Daarna werd de sponsornaam veranderd in 1B Pro League en later, vanaf het seizoen 2022-2023, in Challenger Pro League.

## Competitie

### 2016-2019
Van augustus tot begin november speelden de acht teams in veertien wedstrijden een periodekampioenschap tegen elkaar. Daarna speelden de acht teams een tweede periodekampioenschap over veertien wedstrijden, waarbij elke club opnieuw met nul punten begon. De winnaars van de twee periodekampioenschappen spelen nadien in een heen- en terugwedstrijd tegen elkaar voor de titel en promotie naar Eerste klasse A (1A). Indien beide periodekampioenschappen dezelfde winnaar hadden waren deze wedstrijden overbodig.
Daarna werden de punten van beide periodekampioenschappen van Eerste klasse B (1B) samengeteld. De drie hoogst geklasseerde ploegen, buiten de kampioen speelden play-off 2 samen met de nummers zeven tot vijftien uit 1A. De vier laagst geklasseerde ploegen speelden play-off 3 voor het behoud. Daarbij behielden ze de helft van hun punten uit de reguliere competitie.

### 2019-2020
Van augustus tot begin november speelden de acht teams in veertien wedstrijden een periodekampioenschap tegen elkaar. Daarna speelden de acht teams een tweede periodekampioenschap over veertien wedstrijden, waarbij elke club opnieuw met nul punten begon. De winnaars van de twee periodekampioenschappen spelen nadien in een heen- en terugwedstrijd tegen elkaar voor de titel en promotie naar Eerste klasse A (1A). Indien beide periodekampioenschappen dezelfde winnaar hadden waren deze wedstrijden overbodig.
Daarna worden de punten van beide periodekampioenschappen van Eerste klasse B (1B) samengeteld. De nummers één tot en met zes speelden play-off 2 samen met de nummers zeven tot en met zestien (inclusief degradant) van 1A. De zestien clubs van play-off 2 worden verdeeld over vier poules van vier clubs en strijden om één Europees ticket. 
De twee laagst geklasseerde clubs speelden play-off 3 (ook wel play-downs genoemd) om de eventuele daler naar Eerste klasse amateurs te bepalen. Hierbij kreeg de club die zevende eindigde drie punten voorsprong in de eindronde én begon met een thuismatch. Er werden maximaal vijf wedstrijden gespeeld. Clubs die een licentie hadden voor 1A kunnen niet degraderen zolang er ploegen zijn die deze licentie niet hadden en dienden dan niet deel te nemen aan play-off 3. De laagst gerangschikte van play-off 3 degradeerde bovendien alleen als de kampioen uit de amateurafdeling een licentie voor 1A of 1B had.
Door de uitbraak van het coronavirus werd de testwedstrijd voor de titel uitgesteld naar begin augustus. Play-off 2 werd afgelast en play-off 3 bleek overbodig daar beide deelnemende ploegen niet over een licentie beschikten voor het volgende seizoen.

### 2020-2022
Op 15 mei 2020 kwamen de clubs bij elkaar in een bijzondere Algemene Vergadering van de Pro League. Dit gebeurde vanwege de stillegging  van de voetbalcompetities door de COVID-19-pandemie. Tijdens de vergadering werd officieel besloten tot de stopzetting van het seizoen 2019/20. Ook het verloop van seizoen 2020/21 werd vastgelegd. De clubs spelen vier keer tegen elkaar in een reguliere competitie met 28 speeldagen. De periodekampioenschappen werden voorlopig opgeschort. De kampioen promoveert rechtstreeks naar 1A. De tweede speelt testwedstrijden tegen de voorlaatste uit 1A en kan zo ook promoveren. Ook play-off 3 werd voorlopig opgeschort. De laatste degradeert naar eerste nationale. In het seizoen 2022/23 maken vier belofteploegen van 1A teams hun introductie in de competitie. Deze ploegen worden bepaald op basis van de eindstand in de Reserve Pro League in 2021/22.

### 2022-2023
Eerste klasse B werd omgedoopt tot de Challenger Pro League. Er werd één jaar geëxperimenteerd met belofteploegen in het profvoetbal, waardoor er één seizoen met twaalf teams (waarvan vier beloftes) werd gespeeld. Na een reguliere competitie van 22 speeldagen werd de competitie gedeeld in een promotiegroep en een degradatiegroep waarin de kampioen promoveerde naar 1A en de laatste van de degradatiegroep naar de amateurs zakte.

### 2023-

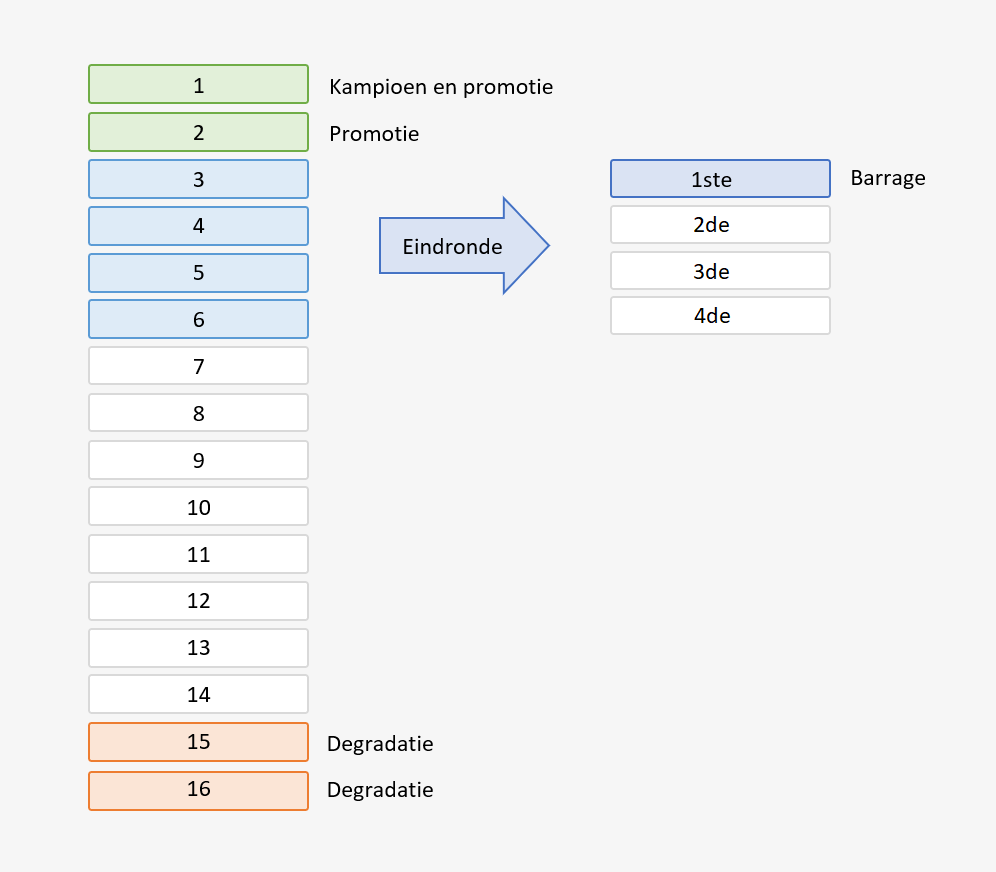
Competitieformat vanaf 2023

Op 17 juni 2022 werd op de Algemene Vergadering van de Pro League besloten om Eerste klasse B vanaf het seizoen 2023/24 op te waarderen naar zestien ploegen, waarvan tot drie stijgers en vier belofteteams. Het aantal profclubs in België steeg daarmee naar 28 clubs. Er wordt een reguliere competitie gespeeld met dertig speelrondes. De nummers één en twee promoveren naar de hoogste klasse, de laatste twee degraderen naar de amateurs. Er wordt ook nog een eindronde gespeeld met de nummers drie tot en met zes voor barragewedstrijden met de nummer veertien uit de hoogste klasse. 
Volgens de CEO van de Pro League, Lorin Parys, is het de bedoeling dat deze speelwijze langer wordt aangehouden om stabiliteit in het profvoetbal te creëren.

## Media
De liverechten van alle wedstrijden lagen bij het ontstaan van de competitie bij Proximus, dat ook zijn naam aan de competitie had gekoppeld. Telenet zond ook elk weekend willekeurige één wedstrijd van Eerste klasse B uit. Vanaf het seizoen 2020/21 zijn de rechten in handen van Eleven Sports Network dat ook de rechten van Eerste klasse A binnenhaalde.

## Geschiedenis
In het eerste seizoen van de Eerste klasse B, het seizoen 2016-17, spelen de zestiende uit Eerste klasse en de tweede tot de achtste uit de Tweede klasse, die opgeheven wordt. De clubs dienen te voldoen aan de licentievoorwaarden. Indien een club niet voldoet aan deze voorwaarden wordt de reeks aangevuld met de best geklasseerde club die wel een licentie behaalde.

### Kampioenen
| Seizoen | Kampioen                      | Opmerkingen                                                                                                 |
| ------- | ----------------------------- | --- |
| 2016/17 | Royal Antwerp FC              | Finalist promotiefinale: KSV Roeselare                                                                      |
| 2017/18 | Cercle Brugge                 | Finalist promotiefinale: KFCO Beerschot-Wilrijk                                                             |
| 2018/19 | KV Mechelen                   | Finalist promotiefinale: KFCO Beerschot-Wilrijk                                                             |
| 2019/20 | Beerschot VA                  | Door de competitie-uitbreiding als gevolg van COVID-19 promoveerde ook OH Leuven (finalist promotiefinale). |
| 2020/21 | Union Sint-Gillis             | Promotie via Play-off 3: RFC Seraing                                                                        |
| 2021/22 | KVC Westerlo                  | Verliezend finalist Play-off 3: Racing White Daring Molenbeek                                               |
| 2022/23 | Racing White Daring Molenbeek | RWDM won met 1 punt voorsprong op SK Beveren de competitie en promoveerde.                                  |
| 2023/24 | Beerschot VA                  | FCV Dender EH promoveerde als vice-kampioen                                                                 |
| 2024/25 | SV Zulte Waregem              | RAAL La Louvière promoveerde als vice-kampioen                                                              |

### Titels per club
Het volgend overzicht toont het aantal titels per club
| Club (stamnummer)                    | Titels | Seizoen     |
| ------------------------------------ | ------ | ----------- |
| Beerschot VA (13)                    | 2      | 2020 · 2024 |
|                                      |        |             |
| Royal Antwerp FC (1)                 | 1      | 2017        |
| Cercle Brugge (12)                   | 1      | 2018        |
| KV Mechelen (25)                     | 1      | 2019        |
| Union Sint-Gillis (10)               | 1      | 2021        |
| KVC Westerlo (2024)                  | 1      | 2022        |
| Racing White Daring Molenbeek (5479) | 1      | 2023        |
| SV Zulte Waregem (5381)              | 1      | 2025        |